# Caravaggio
Michelangelo Merisi da Caravaggio (Milán, 29 de septiembre de 1571-Porto Ercole, 18 de julio de 1610), conocido como Caravaggio, fue un pintor italiano, activo en Roma, Nápoles, Malta y Sicilia entre 1593 y 1610. Su pintura combina una observación realista de la figura humana, tanto en lo físico como en lo emocional, con un uso dramático de la luz, lo cual ejerció una influencia decisiva en la formación de la pintura del Barroco.
Caravaggio plasmaba una detenida observación anatómica con un uso dramático del claroscuro que llegaría a ser conocido como tenebrismo. Esta técnica se convirtió en un elemento estilístico dominante, oscureciendo las sombras y transfigurando objetos en brillantes haces de luz. Expresó vívidamente momentos y escenas cruciales, a menudo con luchas violentas, tortura y muerte. Trabajaba rápido con modelos del natural, prescindiendo de los bocetos para trabajar directamente sobre el lienzo. Su influencia fue profunda en el nuevo estilo barroco que emergió del manierismo y se puede rastrear en las obras de grandes maestros como Pedro Pablo Rubens, José de Ribera, Rembrandt y Diego Velázquez, así como en innumerables artistas de la siguiente generación, que por manifestar su profundo influjo fueron llamados «caravaggistas» o «tenebristas».[cita requerida]
Las novedades de la obra pictórica de Caravaggio inspiraron la pintura del Barroco, pero este estilo incorporó el drama de sus claroscuros sin el realismo psicológico. Con la evolución estilística y los cambios de modas, Caravaggio dejó de ser tendencia. El interés por su obra resurgió en el siglo XX, cuando se reconoció su importancia en el desarrollo del arte occidental. André Berne-Joffroy, historiador del arte, afirmó que «Lo que comienza con la obra de Caravaggio es, simplemente, la pintura moderna».
Hoy en día, se conservan un número reducido de pinturas, de las cuales menos de 78 son genuinas y el resto se le atribuyen en medio de polémicas y debates. [cita requerida]

## Introducción
Después de varios años de trabajo, Caravaggio pasó de una ciudad a otra sirviendo a varios señores importantes. Es una persona trabajadora, pero a la vez orgullosa, terca y siempre dispuesta a participar en una discusión o a enfrascarse en una pelea, por lo que es difícil llevarse bien con él.
Floris Claes van Dijk.

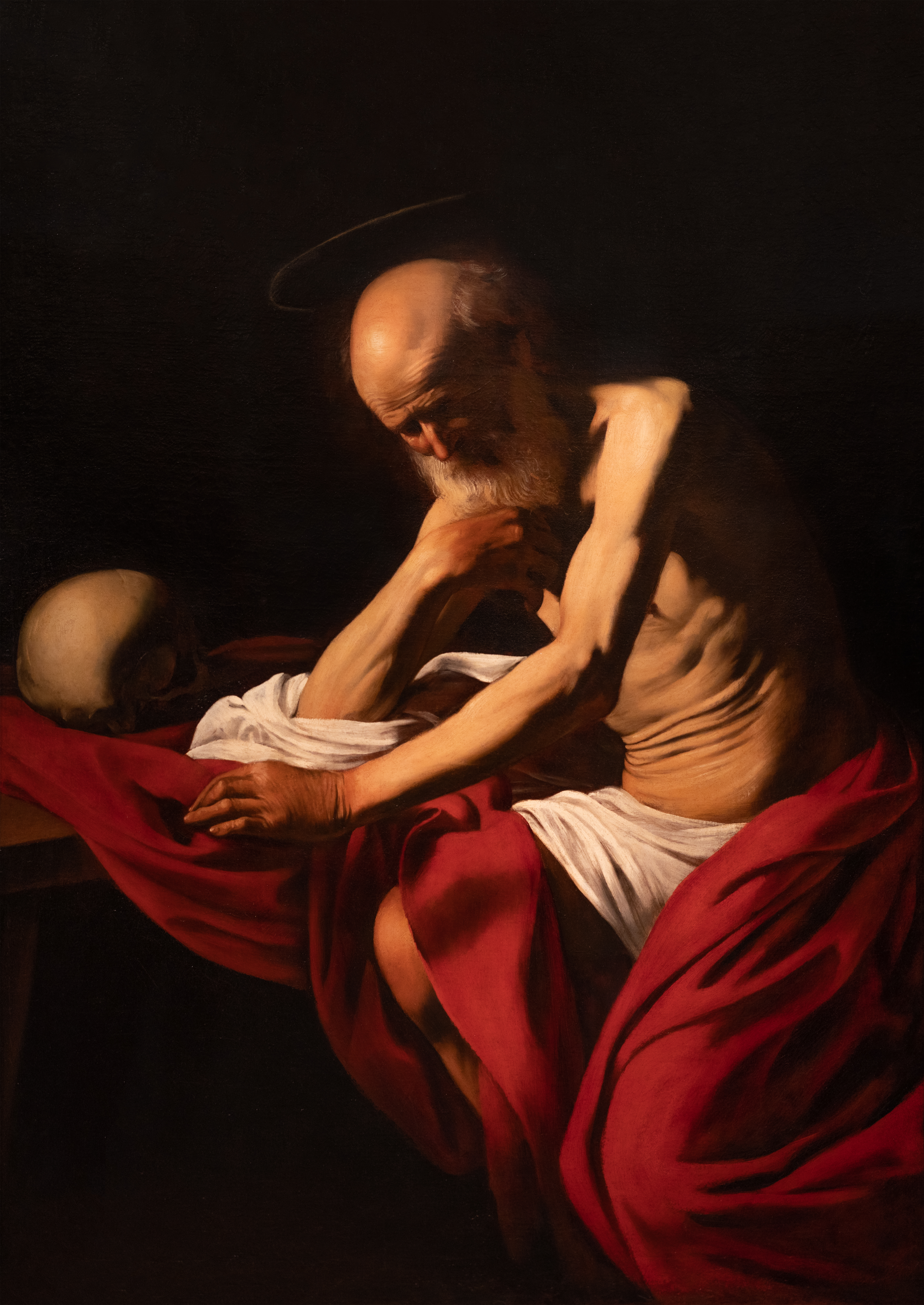
San Jerónimo Penitente, Abadía de Montserrat

Salvo en sus principios, Caravaggio produjo mayoritariamente pinturas religiosas. Sin embargo, a menudo escandalizaba y sus lienzos eran rechazados por sus clientes. Dos de los reproches habituales eran el realismo de sus figuras religiosas rozando el naturalismo temprano, así como la elección de sus modelos entre la gente de más baja condición. En lugar de buscar bellas figuras etéreas para representar los actos y personajes de la Biblia, Caravaggio prefería escoger a sus modelos de entre el pueblo: prostitutas, chicos de la calle y mendigos posaron a menudo para los personajes de sus cuadros. Para La Flagelación, compuso una coreografía de cuerpos en claroscuro con un Cristo en movimiento de completo abandono y de una belleza carismática. Para el San Juan Bautista con el carnero, muestra a un jovenzuelo de mirada provocativa y en posición lasciva —se decía que el modelo era uno de sus amantes—. La posición de la Iglesia al respecto da testimonio de cierta esquizofrenia:[cita requerida] por una parte, este tipo de vulgarización de la religión le interesa mucho en una época en la que la Contrarreforma se extiende por la Italia católica, con el fin de mostrarse bajo una apariencia humana en contraste con la austeridad pregonada por el protestantismo; por otra parte, la representación de los santos bajo rasgos vulgares de golfos salidos de los bajos fondos fue juzgado incompatible con los valores de pureza y de santidad quasiaristocráticos que transmitía la Iglesia de aquella época. Este sentimiento se reforzó por la elección de Caravaggio de preocuparse enormemente por el realismo en la ejecución de sus figuras: rechazaba corregir las imperfecciones de sus modelos para representarlos más «bellos» o de un modo más acorde a las visiones que la Iglesia tiene de sus santos. Por ejemplo, la primera versión de su San Mateo y el ángel fue rechazada no solo por la sensualidad del ángel, que fue juzgada como trivial, sino también por la suciedad de los pies del santo, minuciosamente reproducida del modelo. La pintura de Caravaggio que causaría el mayor escándalo a los ojos de la Iglesia fue La muerte de la Virgen, por la representación tan realista del cuerpo de la Virgen María con el vientre hinchado —acompañado de sulfurosos rumores según los cuales el modelo habría sido el cadáver de una prostituta encinta ahogada en el Tíber—. Así, la consideración de la Iglesia católica hacia Caravaggio y sus cuadros oscilará de un extremo a otro de su carrera entre el acogimiento entusiasta y el rechazo absoluto. El pintor encontrará en ella sus mayores protectores —como el cardenal Del Monte— así como a sus más grandes enemigos.
En 1606 asesinó a un hombre durante una reyerta, por lo que huyó de Roma pues las autoridades habían puesto precio a su cabeza. En 1608 se vio nuevamente envuelto en otra riña, lo que se repitió más tarde en Nápoles hacia 1609, ocasionado posiblemente por un atentado en su contra, realizado por sus enemigos. Tras estos incidentes, su carrera fue decayendo, lo que le ocasionó una depresión que degeneró en su muerte dos años más tarde. La Contrarreforma motivó la necesidad de crear más iglesias para difundir la doctrina, por lo que las pinturas fueron imprescindibles para su decoración. La Contrarreforma necesitaba buscar un nuevo arte que expresase de mejor forma la doctrina católica en contraposición al protestantismo. Tomando como base las reglas del manierismo, Caravaggio creó una nueva forma de naturalismo, en la que combinó figuras cerradas con la observación física, dramática y teatral de los objetos, a lo que sumó el aprovechamiento del claroscuro, es decir, el uso de luces y sombras.
En su tiempo, Caravaggio fue famoso, apreciado, reconocido y además ejerció gran influencia sobre sus contemporáneos. Sin embargo, en siglos posteriores su fama fue eclipsada por otros pintores de su época como Poussin, (quien juzgó sin conocerlo que Caravaggio había venido al mundo para destruir la pintura), Rubens o Rembrandt, si bien todos ellos acusaron su influencia en mayor o menor medida. Sin embargo, su figura recobró importancia en el siglo XX al estudiarse nuevamente el arte barroco italiano. Desde el estudio del barroco, se pudo apreciar nuevamente al manierismo, y con él a Caravaggio. Andre Berne-Joffroy, secretario de Paul Valéry, dijo acerca del artista italiano: «Caravaggio comenzó con su arte algo simple, la pintura moderna».

## Biografía

### Primeros años (1571-1592)
Caravaggio nació en Milán, donde su padre, Fermo Merisi, trabajaba como administrador y arquitecto decorador del Marqués de Caravaggio, ciudad de la que más tarde tomaría el nombre. Su madre Lucía Aratori provenía de una familia adinerada del mismo lugar. En 1576 la familia se mudó a Caravaggio debido a la peste que azotó Milán. El padre de Caravaggio falleció en 1577. La cercanía con las familias Colonna y Sforza ayudó más tarde a Caravaggio en su carrera.
En 1584 entró a trabajar como aprendiz del pintor lombardo Simone Peterzano, quien fue descrito en el contrato como pupilo de Tiziano. Tras concluir su aprendizaje comenzó a moverse en el circuito Milán-Caravaggio, y probablemente visitó Venecia, donde debió conocer las obras de Giorgione (las que Caravaggio fue acusado de copiar) y de Tiziano. Su familia le mostró el patrimonio artístico y cultural de Milán, su ciudad natal, donde tuvo la oportunidad de conocer la obra La última cena de Leonardo da Vinci. El arte milanés era, en sus propias palabras, «un estilo en el que valoraba "la simplicidad y la atención al detalle naturalista", y que estaba más próximo al naturalismo de Alemania que a la formalidad y la grandeza del manierismo romano».

### Roma (1592-1600)

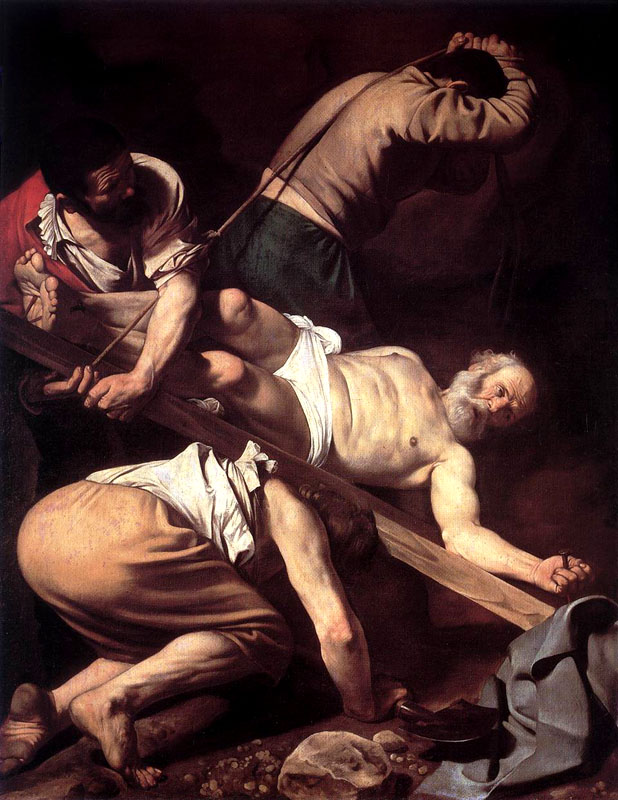
La crucifixión de San Pedro, 1601. Cappella Cerasi, Santa Maria del Popolo, Roma.

Hacia mediados de 1592 Caravaggio llegó a Roma, «desnudo y extremadamente necesitado, sin una dirección fija y sin provisiones... además corto de dinero». Pocos meses después comenzó el trabajo exitoso que no concluiría hasta dejar Roma. Contactó con Giuseppe Cesari, pintor de cámara de Clemente VIII, «pintor de flores y frutos», quien le ofreció trabajo en su taller de pintura. Caravaggio pintó varios cuadros durante esa época, entre los que se incluyen Muchacho pelando fruta (su primera pintura conocida), Cesto con frutas y Baco, supuestamente un autorretrato realizado tras una convalecencia posterior a su salida del taller de Cesari. 
Estas tres obras demuestran una particularidad física —un aspecto de su realismo—, por el cual Caravaggio adquirió renombre: las frutas de la canasta en Cesto de frutas fueron analizadas por un profesor de horticultura, quien logró descubrir cultivos particulares en el cuadro: «una gran hoja de higuera, con una mancha causada por un hongo, que parece ser antracnosis».
Caravaggio abandonó el taller de Cesari en enero de 1594, decidido a abrirse paso por su propia mano. Su fortuna económica estaba en su punto más bajo pero fue entonces cuando comenzó a forjar importantes amistades, como el pintor Próspero Orsi, el arquitecto Onorio Longhi y el joven siciliano Mario Minniti. Orsi, establecido en las altas esferas de la ciudad, le introdujo con los grandes coleccionistas; Longhi, más hostil, le llevó al mundo de las peleas callejeras romanas, mientras que Minniti le sirvió de modelo y años más tarde fue su ayudante en Sicilia.

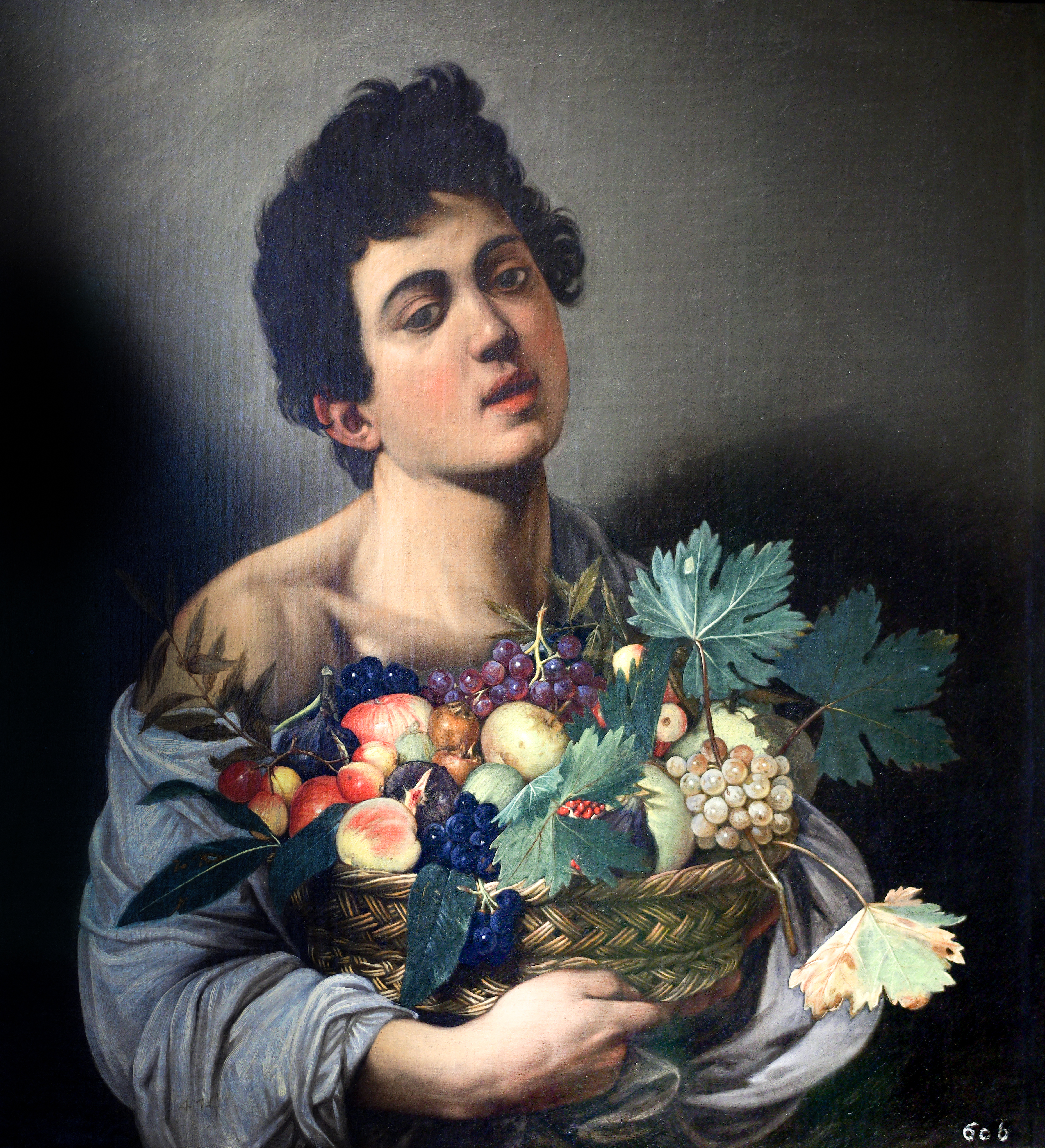
Niño con un cesto de frutas, h. 1593. Óleo sobre lienzo,. Galería Borghese, Roma.

La buenaventura es su primera composición con más de una figura, en la que muestra a Mario engañado por una niña gitana. Este tema fue un poco nuevo para la sociedad romana y además demostró una increíble influencia sobre el arte italiano, pero eso ocurrió en el futuro pues en su época Caravaggio lo vendió por una pequeña suma de liras. Los jugadores de cartas —que muestra otra poco sofisticada forma en que un chico cae en la trampa de los jugadores de cartas— es psicológicamente más compleja que sus anteriores obras y por ello fue considerada como su primera obra maestra. Al igual que La buenaventura, fue inmensamente popular, y de ella sobreviven alrededor de cincuenta copias. Más importante aún, fue atraída por el patronato del cardenal Francesco María Del Monte, en Roma. Para el cardenal y su círculo amante del arte, Caravaggio ejecutó un gran número de obras de cámara, como Los músicos, Apolo tocando el laúd, una copia de su Baco y una alegoría realista, Chico mordido por una lagartija, en la que Mario destaca como modelo. La posibilidad de un ambiente homoerótico de esas pinturas ha sido centro de disputas entre los estudiosos de su figura, desde que esta teoría fue planteada a mitad del siglo XX.

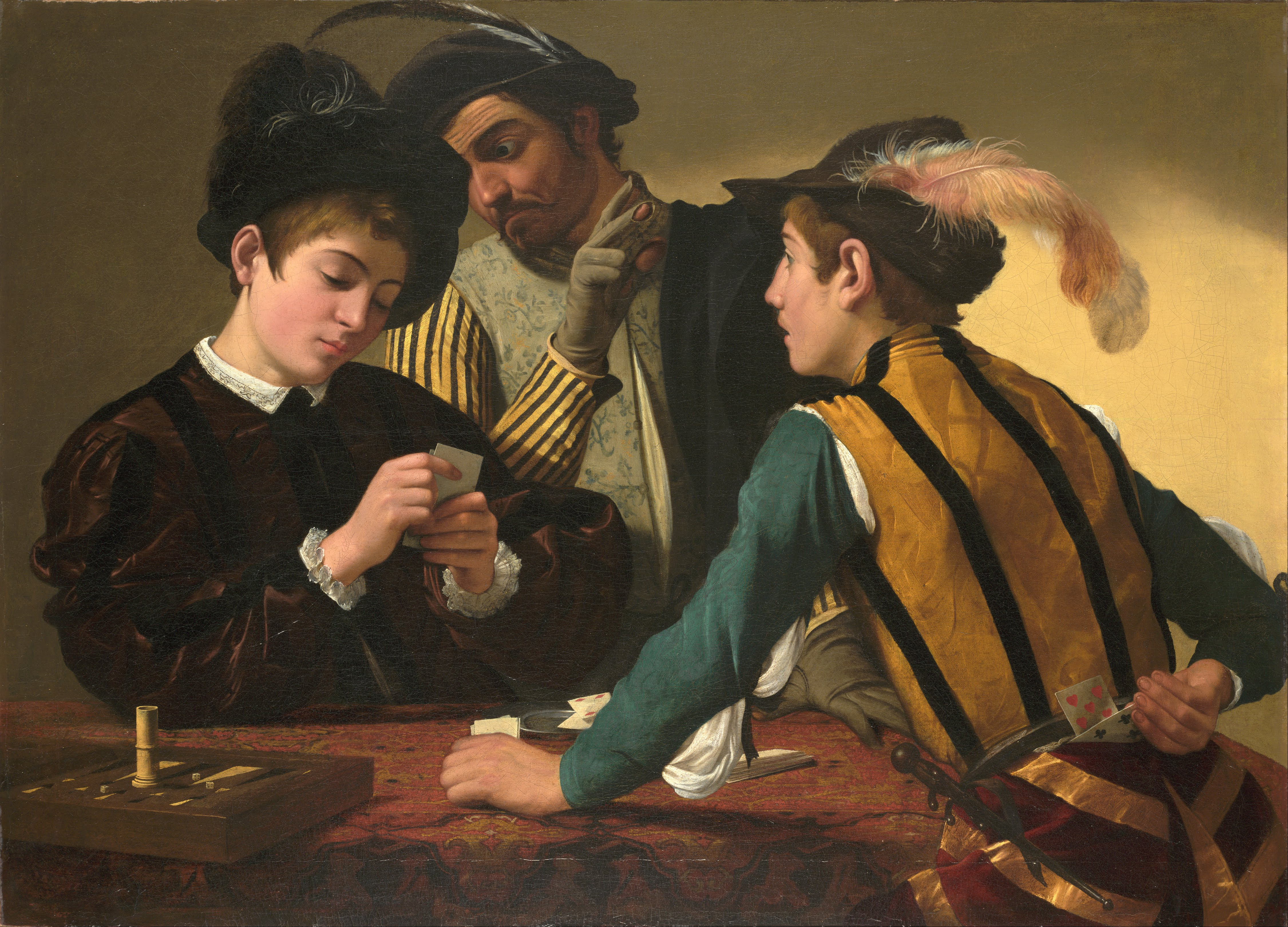
Los jugadores de cartas, h. 1594. Óleo sobre lienzo,. Museo de Arte Kimbell, Fort Worth, Texas.

Caravaggio adquiere una nueva forma de realismo, pues por primera vez le son encargados trabajos religiosos. La Contrarreforma necesitaba adornar sus vistosos templos, y Caravaggio fue uno de los comisionados para ilustrar sus nuevos templos. La primera de estas pinturas fue Magdalena Penitente, en la que muestra a la pecadora bíblica abandonando su vida de cortesana y sentándose a llorar en el piso, mientras sus joyas se encuentran tiradas a su alrededor. «No parece una pintura religiosa del todo, ¿una chica sentándose a llorar en el piso mientras seca su cabello? ¿Dónde queda el sufrimiento, la redención, la promesa de salvación?». Esto es entendido a la manera lombarda, no tan histriónicamente como los romanos. Este estilo de pinturas fue repetido en sus siguientes trabajos, también eclesiásticos: San Francisco de Asís en meditación, San Francisco de Asís en éxtasis, Los músicos, Descanso en la huida a Egipto, Marta y María Magdalena y David con la cabeza de Goliat. Al ser presentados públicamente, estos cuadros catapultaron la fama de Caravaggio en el pueblo y en el gremio artístico. Pero esta reputación dependía totalmente de los encargos públicos, que eran necesarios para mantener satisfecha a la Iglesia.

### El pintor más famoso de Roma (1600-1606)

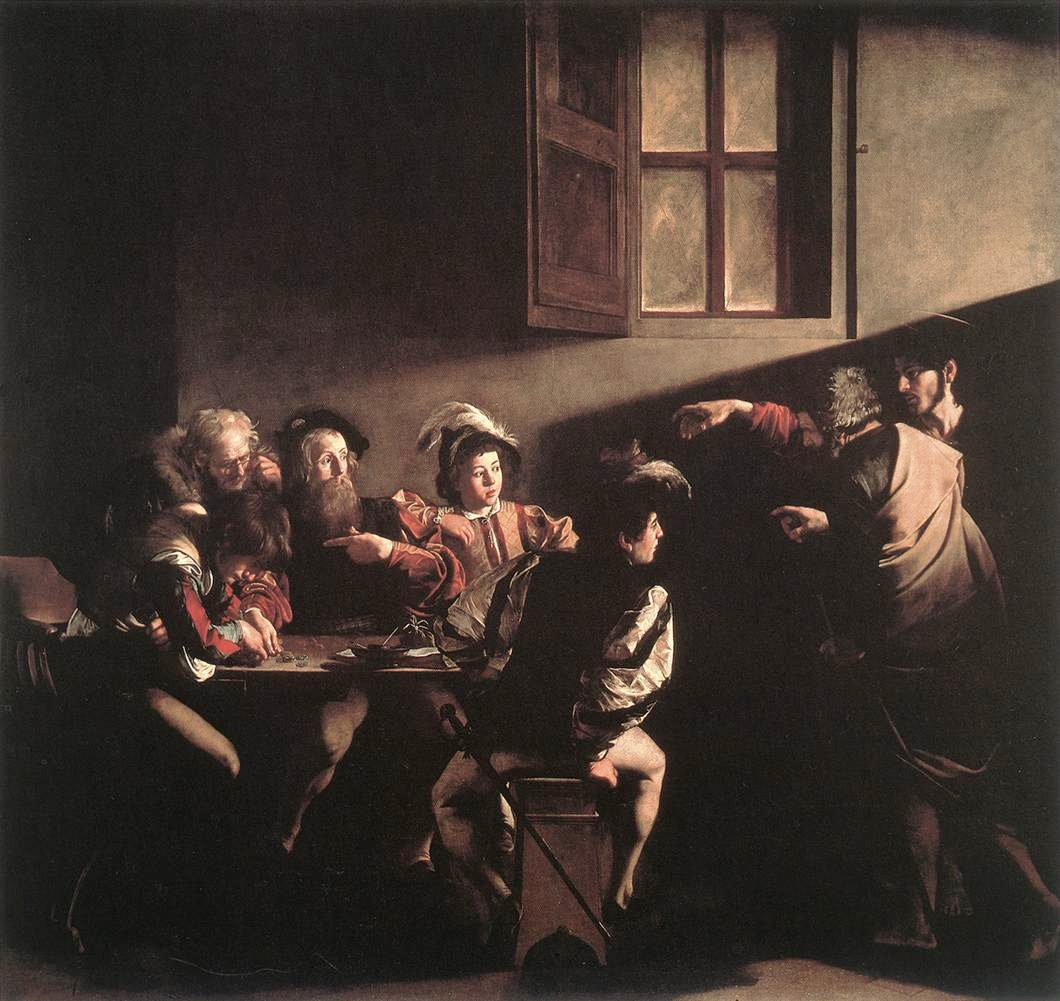
La vocación de San Mateo. Óleo sobre lienzo, h. 1599-1600. Capilla Contarelli, San Luis de los Franceses, Roma.

En 1599, presumiblemente bajo la influencia del cardenal Del Monte, Caravaggio fue contratado para decorar la Capilla Contarelli, en la iglesia romana de San Luis de los Franceses. Los dos trabajos hechos para este encargo fueron: El martirio de San Mateo y La vocación de San Mateo, entregados en 1600. El tenebrismo se mostró una vez más en estos trabajos, aumentando el claroscuro y un realismo barroco muy emocional. Este claroscuro se realizaba mediante el contraste de luces proyectadas sobre los elementos de la obra, otorgándole mayor importancia a unos sobre otros. De ahí que mediante esta técnica le aplicase cierta esencia tenebrosa a la obra. Fue criticado por su excesivo realismo y por no usar dibujos preparatorios. Mientras que algunos de los pintores italianos aclamaron a Caravaggio por estas obras, que lo encumbraban, siempre desde su punto de vista, como maestro del arte religioso italiano: «Los pintores romanos de la época fueron sorprendidos grandemente por estas pinturas, principalmente los jóvenes. Estos se reunieron en un círculo en torno al pintor, aclamándole como el mejor artista de la naturaleza y considerando su obra como un milagro». En La vocación de San Mateo, Caravaggio muestra un haz de luz entrando por una ventana, que expresa simbólicamente la conversión de Leví en Mateo. Otras alegorías a la redención del cobrador de impuestos son la bisagra de la puerta sostenida por los ángeles, a partir de nubes u otros artefactos.

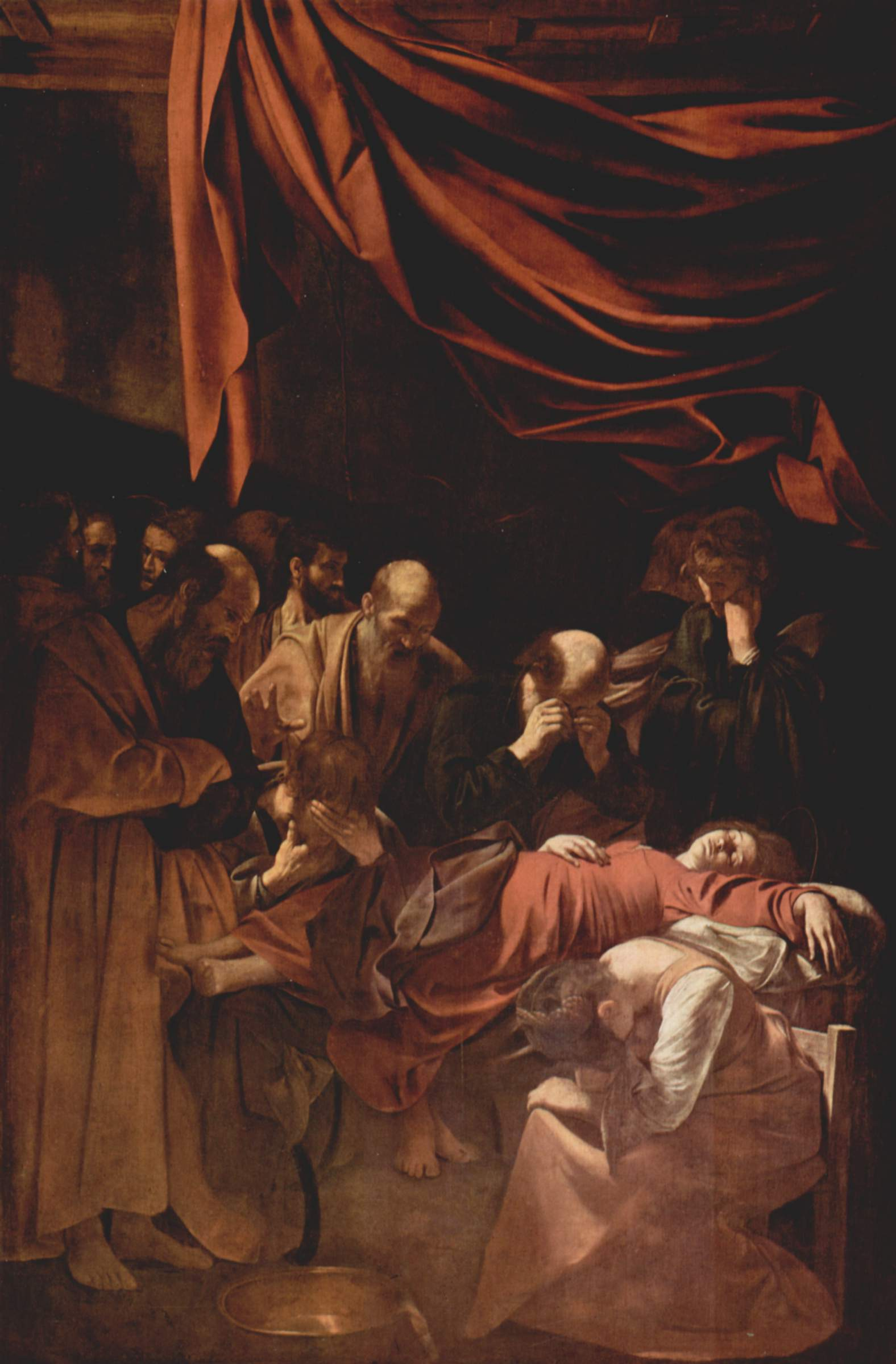
Muerte de la Virgen (1601-1606). Óleo sobre lienzo,. Museo del Louvre, París.

Caravaggio siguió haciendo durante algún tiempo encargos religiosos, en los que destacaba la muerte en figuras grotescas de martirios, decapitaciones y asesinatos. Para la mayoría de la gente romana, estas obras aumentaron la popularidad del pintor, mientras que para algunas personas les parecía violento y sin el verdadero sentido de la doctrina católica, por lo que Caravaggio debió rehacer algunas pinturas sin el sentido violento característico de su obra. La esencia del problema consistía en que Caravaggio tenía una forma bastante explícita de representar el dramatismo, visto muchas veces como vulgar. Justo en ese año surgió el primer gran escándalo de su carrera: Caravaggio debía pintar a San Mateo inspirado para escribir su evangelio, junto a un ángel que supuestamente le dictaría las divinas enseñanzas. Pero Caravaggio, joven y sin experiencia en trabajos religiosos, representó al santo como un hombre viejo, parecido a un jornalero, con la frente arrugada y sosteniendo torpemente el libro, como si estuviese cansado. El ángel fue pintado como un adolescente, casi niño, que llevaba la mano de Mateo cual maestro que enseña a escribir al alumno. Como era de esperarse, la obra fue rechazada por el clero y el pueblo, por considerarla una falta de respeto hacia el santo. Caravaggio debió pintarla de nuevo, ateniéndose a los cánones más ortodoxos de la pintura sacra. El primer cuadro se conservó, hasta que fue destruido en el siglo XX. De forma similar, La conversión de San Pablo tampoco fue aceptada, pero otra versión pictórica del mismo tema bíblico, (La conversión de San Pablo en el camino a Damasco), sí lo fue. La primera mostraba al santo empequeñecido ante el caballo, lo que no gustó al pueblo de Roma. Un soldado y Caravaggio discutieron bruscamente por este tema: «¿Por qué has puesto al caballo en medio y a San Pablo en el suelo. ¿Es acaso el caballo Dios? ¿Por qué?», a lo que Caravaggio respondió: «No, pero el animal está en el centro de la luz de Dios».
Otros trabajos incluyen El entierro de Cristo, la Madonna de Loreto (también conocida como Madonna de los peregrinos), Madonna con el niño y Santa Ana y la Muerte de la Virgen. Las últimas dos pinturas atestiguaron, de forma especial, un recibimiento poco cálido entre el pueblo de Roma. La Madonna con el niño y Santa Ana, conocida como Madonna dei palafrenieri, fue pintada para un pequeño altar de la basílica de San Pedro, sólo permaneció en su lugar dos días y fue retirada. El secretario de un cardenal escribió al respecto: «En esta pintura todo es vulgaridad, sacrilegio y disgusto. Una cosa puedo decir, es un trabajo hecho por un pintor que no pinta bien, con un espíritu oscuro y que ha estado alejado de Dios durante mucho tiempo, y también de cualquier otra cosa buena». La muerte de la virgen, le fue encargada a Caravaggio por un acaudalado jurista, quien pensaba ubicar el cuadro en su capilla personal, mantenida por carmelitas. Estos rechazaron terminantemente el cuadro en 1606, y el contemporáneo de Caravaggio Giulio Mancini recuerda que el hecho que motivó tal rechazo fue que el pintor usó a una reconocida prostituta como modelo para la Virgen; Giovanni Baglione. Otro contemporáneo relata que otro punto por el que la obra no obtuvo aceptación fue que la virgen tenía las piernas desnudas —un problema de decoro en cualquier caso—. John Gash, estudioso de Caravaggio, sugiere que el problema para los carmelitas era que tenían una visión más teológica que estética, y que por ello Caravaggio falló al plasmar de manera errónea la doctrina de la Asunción de María, en específico la idea de que la Madre de Dios no murió en forma ordinaria sino que fue llevada al cielo. El reemplazo para el altar fue hecho por uno de los más conspicuos discípulos de Caravaggio, Carlo Saraceni, en el que mostraba a la Virgen viva y sentada, al igual que Caravaggio, pero en actitud casi moribunda. Nuevamente rechazado, en el trabajo que lo sustituyó la Virgen ya se veía siendo llevada al cielo por ángeles. La muerte de la Virgen fue comprada por el duque de Mantua por consejo de Rubens, como un obsequio para el monarca Carlos I de Inglaterra. Finalmente entró en la corte francesa en 1671.

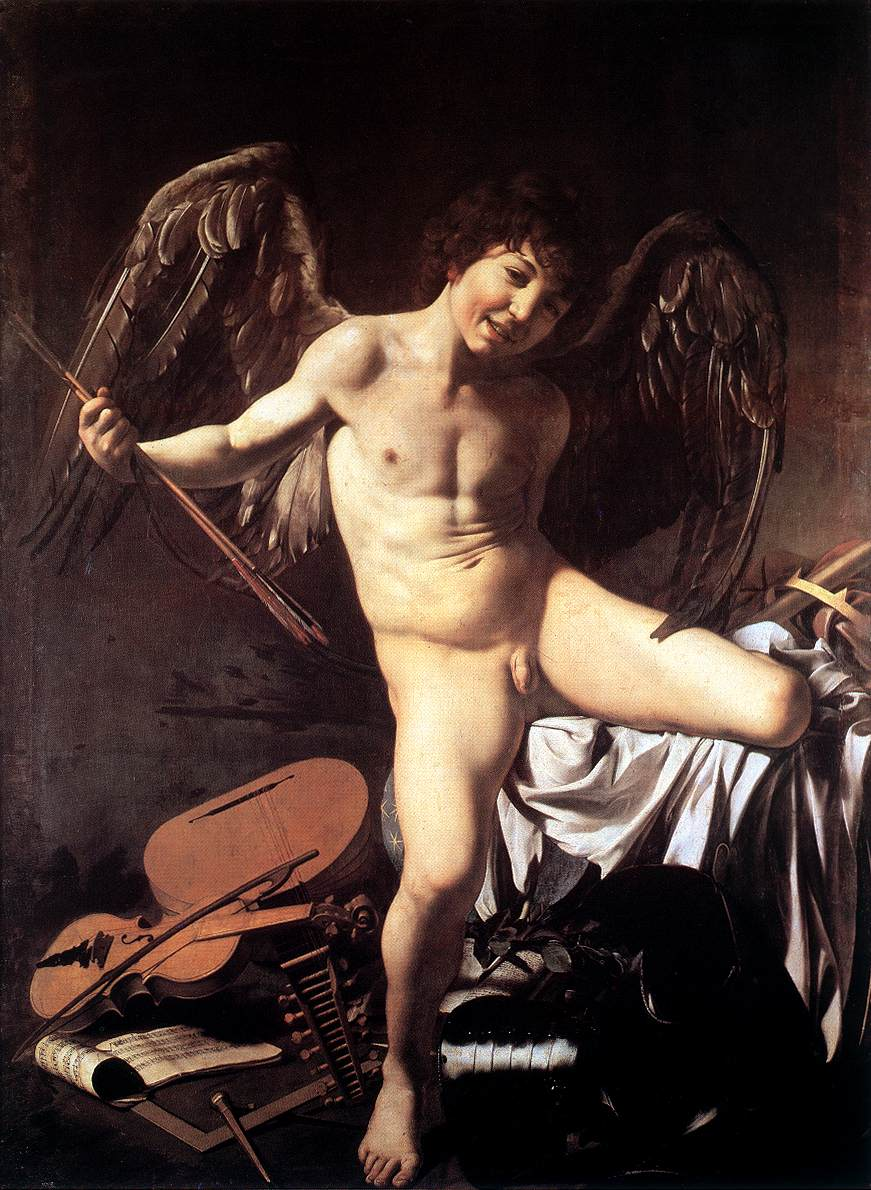
El amor victorioso (1602-1603). Óleo sobre lienzo.. Gemäldegalerie, Berlín. Caravaggio muestra a Cupido por encima de todos los poderes terrenales: guerra, música, ciencia, gobierno.

Una de las pocas pinturas de carácter secular y no religioso de aquella época fue El triunfo del amor, pintada en 1602 para Vincenzo Giustiniani, miembro del círculo social del cardenal Del Monte. En un diario que data del siglo XVII, el modelo es llamado «Cecco», en italiano, diminutivo de Francesco. Posiblemente se trató de Francesco Boneri, artista italiano activo entre 1610 y 1625, y conocido popularmente como Cecco del Caravaggio. La obra muestra a un Cupido desnudo, cargando un arco y unas flechas, mientras pisotea los símbolos de las artes, las ciencias y el gobierno. El modelo está desvestido y es difícil aceptar que se trate de uno de sus siervos. El punto culminante que relaciona esta pintura con las religiosas es la intensa ambigüedad con la que el pintor maneja los modelos de diferentes posturas, ya sea sacra o profana.

### Exilio y muerte (1606-1610)

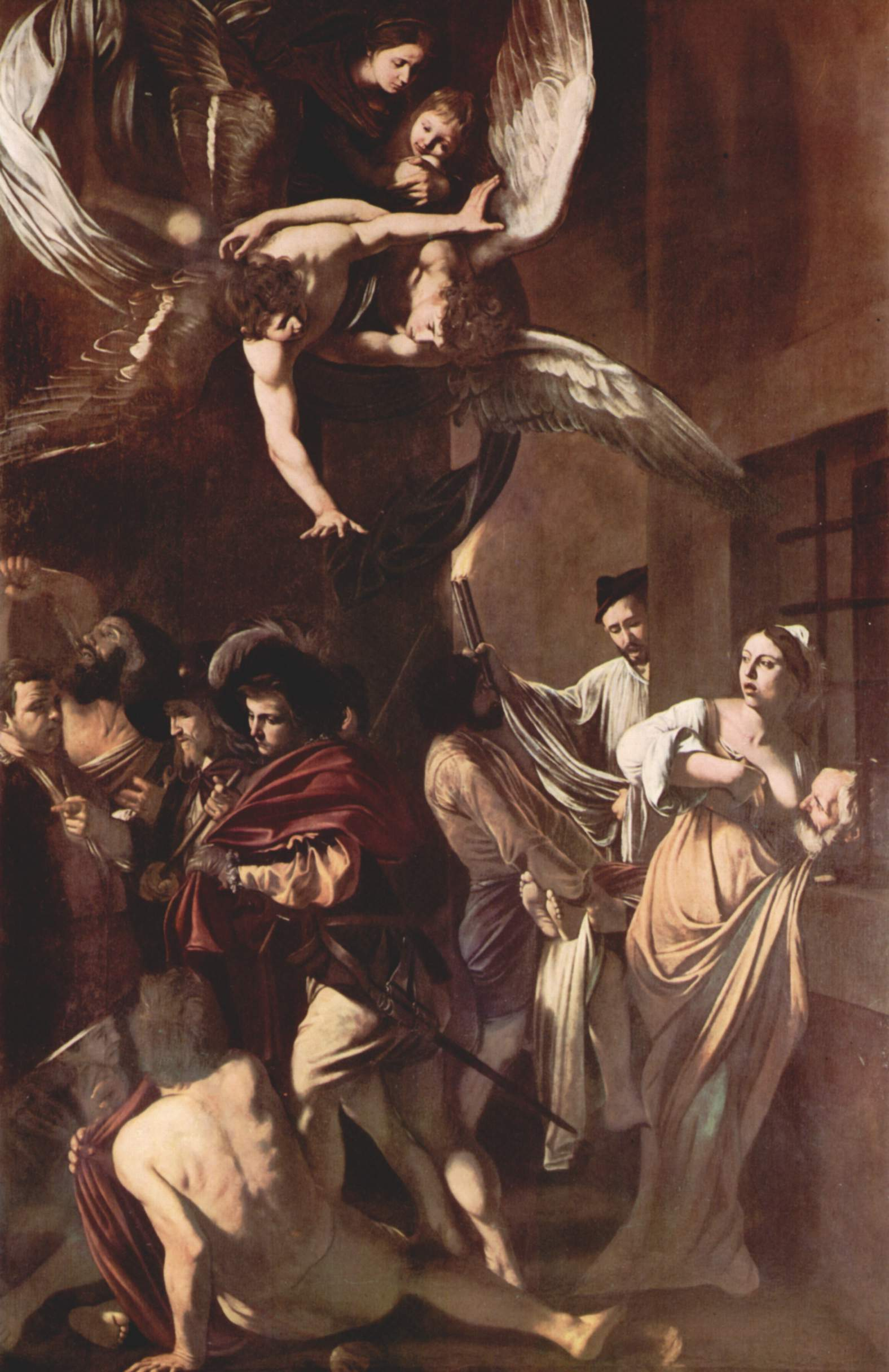
Siete obras de misericordia (1607). Óleo sobre lienzo,. Pio Monte della Misericordia, Nápoles.

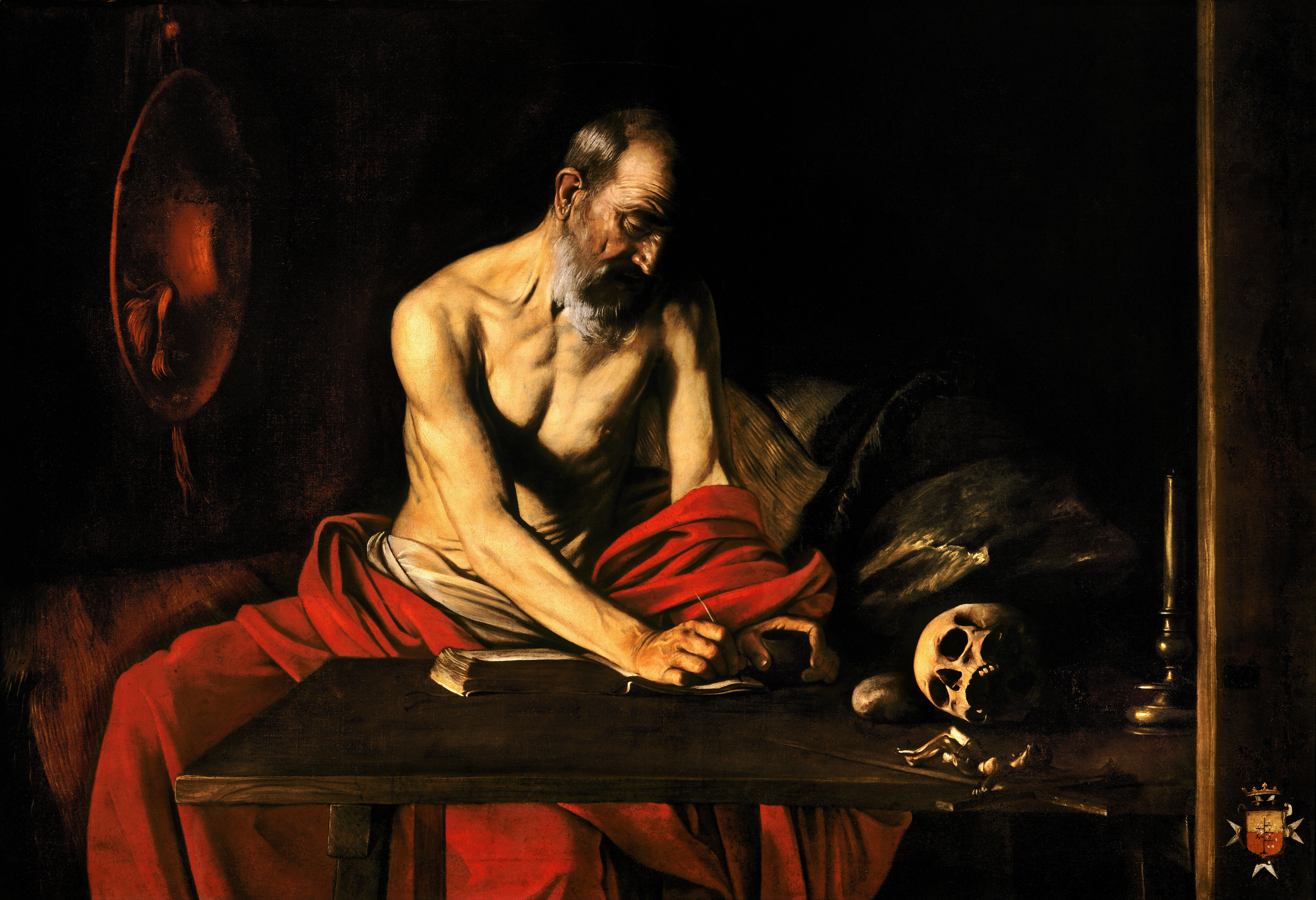
San Jerónimo escribiendo, La Valeta, Malta (1608).

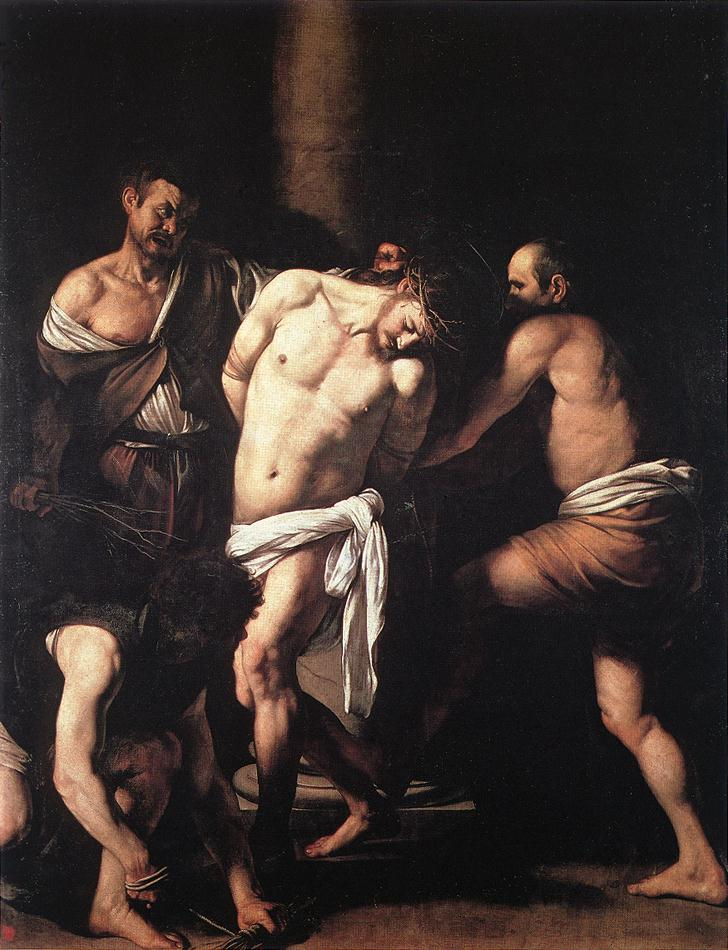
La flagelación de Cristo (1607). Óleo sobre lienzo,. Museo de Capodimonte, Nápoles.

Caravaggio tuvo una vida agitada. Con una gran capacidad de enfrascarse en riñas, muchas de ellas fueron en los mismos lugares e incluso se le llegó a procesar por esto. La noche del 29 de mayo de 1606 mató, probablemente por accidente, a un hombre llamado Ranuccio Tomassoni. Anteriormente, sus mecenas le protegieron de posibles acciones judiciales en su contra motivadas por riñas, pero esta vez fue diferente. 
Con una orden de aprehensión a sus espaldas y fuera de la ley, Caravaggio huyó a Nápoles. Allí, bajo la protección de los Colonna, la autoridad romana veía mermado su poder. Pronto se convirtió en la estrella de la pintura napolitana. En esta etapa realizó Siete obras de misericordia y la Madonna del Rosario, entre otros. 
El cuadro de la “misericordia“ es el retablo del altar mayor de la iglesia que se encuentra en la "Pio Monte della Misericordia" en Nápoles. Los "siete obras de misericordia corporales" se juntan en una única composición . En la parte superior de la pintura, contemplando toda la escena que tiene lugar en la parte inferior, está la Virgen con el Niño acompañado por dos ángeles. En cuanto a los agudos contrastes del claroscuro, se puede interpretar la luz brillante de Caravaggio como una metáfora de la misericordia, que “ayuda al público a buscarla en sus propias vidas”.
Con posterioridad a este suceso, Caravaggio permaneció unos meses más en Nápoles y finalmente marchó a Malta, sede de los caballeros de Malta. Se cree que su viaje fue patrocinado por Alof de Wignacourt, Gran Maestre de la Orden, quien colaboró en el indulto del pintor en el caso Tomassoni. De Wignacourt estaba tan satisfecho con el trabajo del pintor que le propuso como candidato a la Orden. El 14 de julio de 1608 el pintor fue nombrado caballero de gracia y devoción de la Soberana Orden Militar y Hospitalaria de San Juan de Jerusalén, de Rodas y de Malta, un rango más bajo que el de los caballeros de justicia, que estaba reservado a los miembros de la nobleza, pero que le daba indulgencia suficiente. Uno de sus biógrafos, Bellori, señala que Caravaggio estaba contento con su nueva distinción. Además, se le nombró pintor general de la misma. 
Los principales trabajos de esta época fueron La decapitación de San Juan Bautista (la única pintura de Caravaggio con su firma) y Retrato del gran maestre de la Orden de Malta Alof de Wignacourt, así como retratos de otros caballeros de la Orden. Las circunstancias que rodean un nuevo y brusco cambio de fortuna del pintor no han sido reveladas del todo, pero se señala que se debió a una riña callejera en la que una casa resultó con serios daños y un caballero fue herido de gravedad. El 6 de octubre de 1608 fue encerrado en las mazmorras del fuerte de San Ángel en La Valeta y, por la subsiguiente investigación de antecedentes, se descubrió la pena de muerte que había recibido en Roma. Se fugó de la prisión. El 1 de diciembre de 1608 fue expulsado de la Orden por «faltas a la moral y ser un miembro non grato».
Tras su huida de Malta, Caravaggio se asentó en Sicilia, con el apoyo de su viejo amigo y discípulo Mario Minniti, quien ahora estaba casado y vivía en Siracusa. Juntos realizaron una gira de trabajo por Siracusa, Mesina y la ciudad capital, Palermo. En esos años Caravaggio continuó realizando trabajos bien pagados, como La sepultura de Santa Lucía, La resurrección de Lázaro y La adoración de los pastores. Su estilo siguió evolucionando, con la particularidad de que ahora se mostraban en sus cuadros figuras aisladas ante un enorme vacío. «Sus grandes obras sicilianas demuestran sombras aisladas. Al contrario de opacar pobremente a los personajes, la obra sugiere temores y fragilidades del hombre, a la vez que transmite la belleza y sencillez de los humildes, mansos y sencillos, que recibirán por herencia la tierra». Las críticas contemporáneas han definido al Caravaggio de esa época como hosco e insociable, que dormía armado y estaba inseguro de su suerte. Su vida se vio muchas veces reflejada en su obra, la de ese tiempo es burlona y satírica, especialmente con los pintores locales.

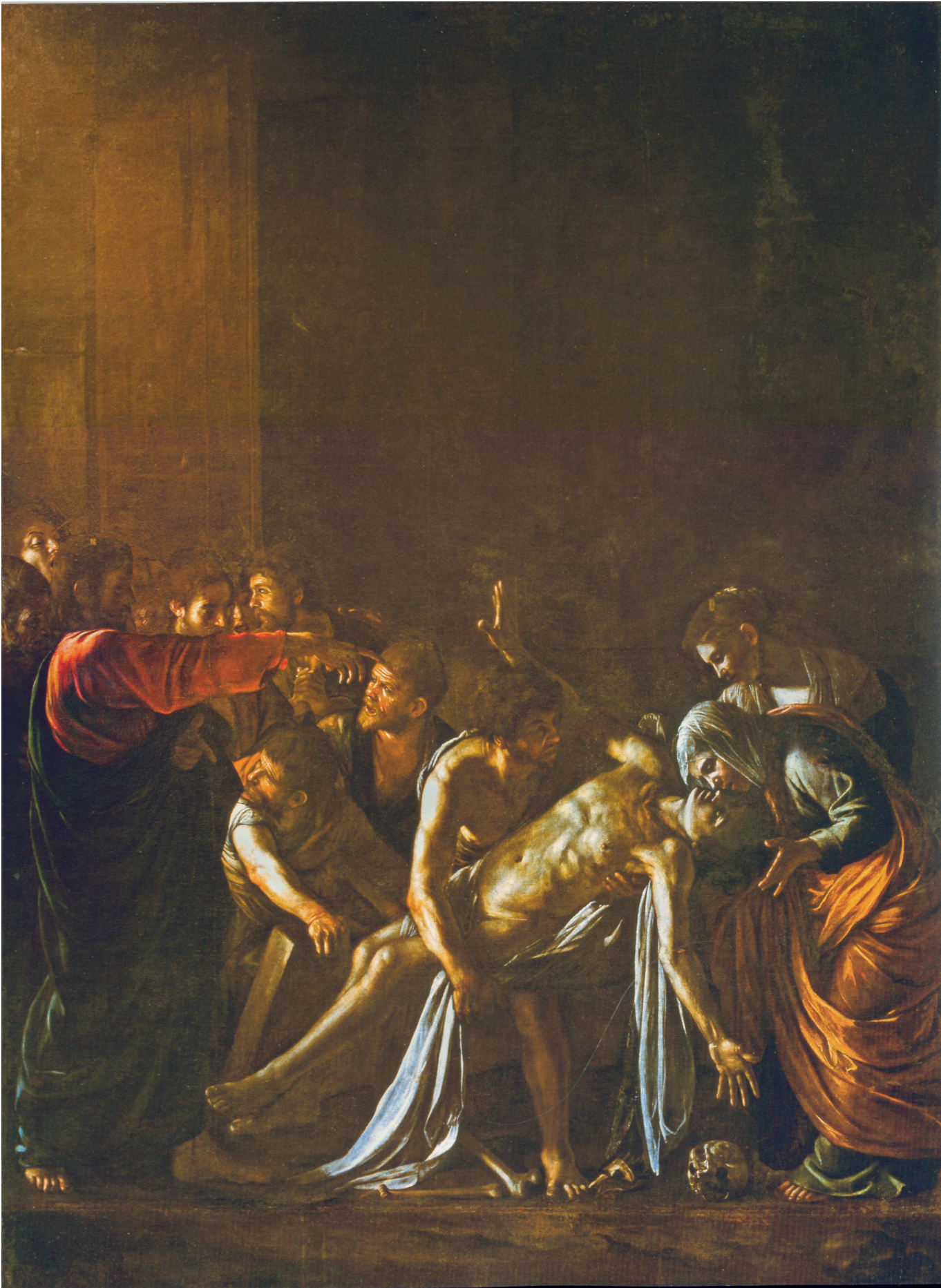
La resurrección de Lázaro (1609). Museo Nacional, Mesina.

Después de nueve meses en Sicilia, en el verano del 1609, Caravaggio regresó a Nápoles. De acuerdo a una de sus más recientes biografías, en Nápoles estaba a salvo del acecho de sus enemigos, bajo la protección de los Colonna, concretamente la de Constanza Colonna, prima lejana de su antiguo benefactor Filippo I y quien lo albergó e el Palazzo Cellammare. Además, ya había obtenido perdón, gracias al nuevo papa, el cardenal Camilo Borghese (posteriormente Paulo V) y pudo regresar a Roma. En Nápoles realizó La negación de San Pedro y El martirio de Santa Úrsula, su última pintura. Nuevamente, el estilo de Caravaggio evolucionaba. En El martirio de Santa Úrsula la santa atraviesa uno de los momentos de mayor intensidad, acción y drama en su martirio, cuando la flecha disparada por el rey de los hunos, la hiere en sus senos. Todo esto diferencia especialmente el cuadro de otros, caracterizados por la inmovilidad de sus modelos. La vivacidad del cuadro abrió una nueva etapa en la carrera del pintor.

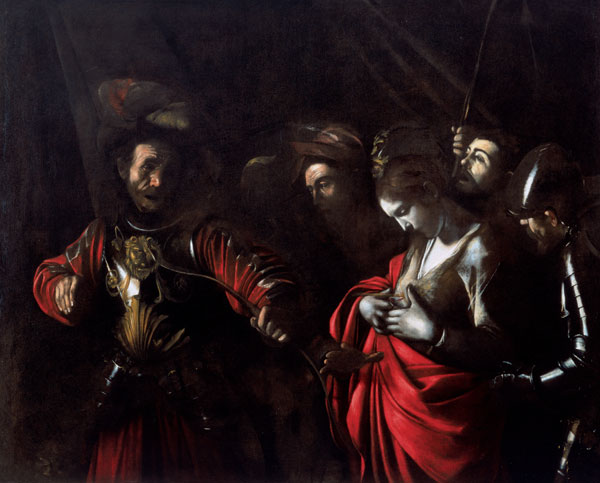
El martirio de Santa Úrsula (1610). Óleo sobre lienzo,. Palacio Zevallos Stigliano, Nápoles.

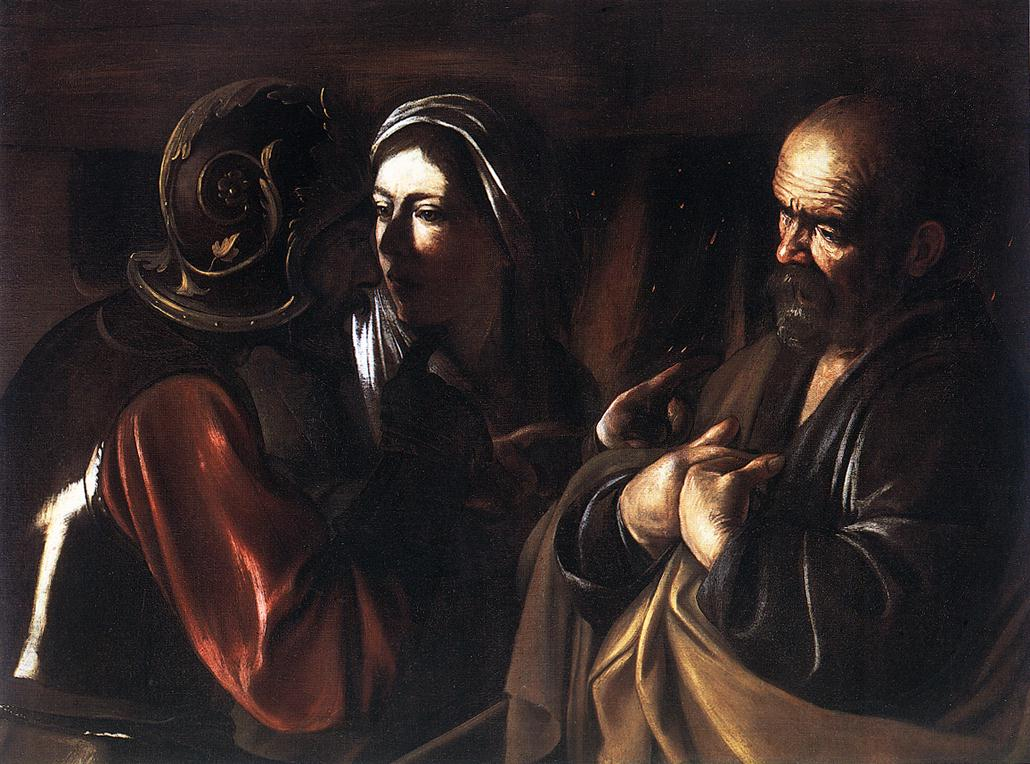
La negación de San Pedro (1610). Óleo sobre lienzo,. Museo Metropolitano de Arte, Nueva York.

En Nápoles fue víctima de un intento de asesinato, por personas desconocidas. Sus enemigos siempre estaban al acecho de castigarlo ante su regreso. Primeramente hubo rumores en Roma acerca de «la muerte del famoso artista Caravaggio» y más tarde se supo que había salvado la vida, pero tuvo serias heridas que le desfiguraron el rostro. Al recuperarse pintó Salomé sostiene la cabeza de Juan el Bautista, mostrando su propia cabeza en el plato, obra enviada a Wignacourt para conseguir el perdón.
En ese mismo tiempo pintó David con la cabeza de Goliat, mostrando al joven David con un aura de tristeza al mirar la cabeza del vencido gigante Goliat, algo repetitivo en la obra caravaggista. Este cuadro le fue enviado al cardenal Scipione Borghese, sobrino del Papa (y que también era superintendente y secretario de los Estado Pontificios), conocido tanto por su amor al arte como por su falta de escrúpulos. Por su vocación al mecenazgo, algunos críticos consideran que David con la cabeza de Goliat  es un pago de Caravaggio a Borghese en agradecimiento por gestionar perdón papal.
Una de sus obras más conocidas de la época es La negación de San Pedro. En el claroscuro de esta pintura, una mujer señala con sus dedos a Pedro, mientras que un soldado completa el trío. De esta manera, Caravaggio representó simbólicamente las tres negaciones de Pedro hacia Cristo. 
Gracias al sacerdote dominico e inquisidor Donato Gentile, un conocido de la marquesa Colonna, Caravaggio logró que el cardenal aceptara verlo personalmente, no sin antes pedirle tres cuadros a cambio. En el verano de 1610 el pintor tomó un barco rumbo a Roma para poder ser indultado, lo que consiguió gracias a sus influyentes amistades romanas. La carga para su perdón consistía en al menos dos cuadros de San Juan y uno de Magdalena.
Los extraños sucesos acontecidos en Roma fueron objeto de muchas suspicacias populares. El 28 de julio un «avviso» (periódico privado de Roma para la corte de Urbino) anunció que Caravaggio había muerto. Algunos días más tarde otro «avviso» afirmó que el pintor había muerto de fiebre en Porto Ércole. Las confusiones generadas por el segundo aviso fueron tan grandes que nunca se supo a ciencia cierta la verdad, pero el cuerpo no se encontró. Un poeta, amigo íntimo del pintor, dio como fecha de su muerte el 18 de julio, víctima de fiebre en Porto Ércole, cerca de Grosseto, en Toscana.
En una carta encontrada en los Archivos del Vaticano en los 1994, el 29 de julio de 1610 el sacerdote Gentile le confirmaba al Cardenal que la muerte de Caravaggio había ocurrido a sus treinta ocho años en Porto Ércole.   
En 2010 se localizó en un cementerio de Porto Ércole un cadáver de los siglos XVI o XVII que podría corresponder a Caravaggio, por tratarse de un varón de 1,65 metros de altura que tenía entre 35 y 40 años cuando falleció. El genoma de dicho cadáver presenta coincidencias con los de habitantes actuales de la zona que llevan el mismo apellido de Caravaggio. Un estudio forense de este cadáver determinó que la causa probable de su muerte fue una infección por estafilococo, quizás contraída por una herida de arma blanca.

## Caravaggio como artista

### El nacimiento del Barroco

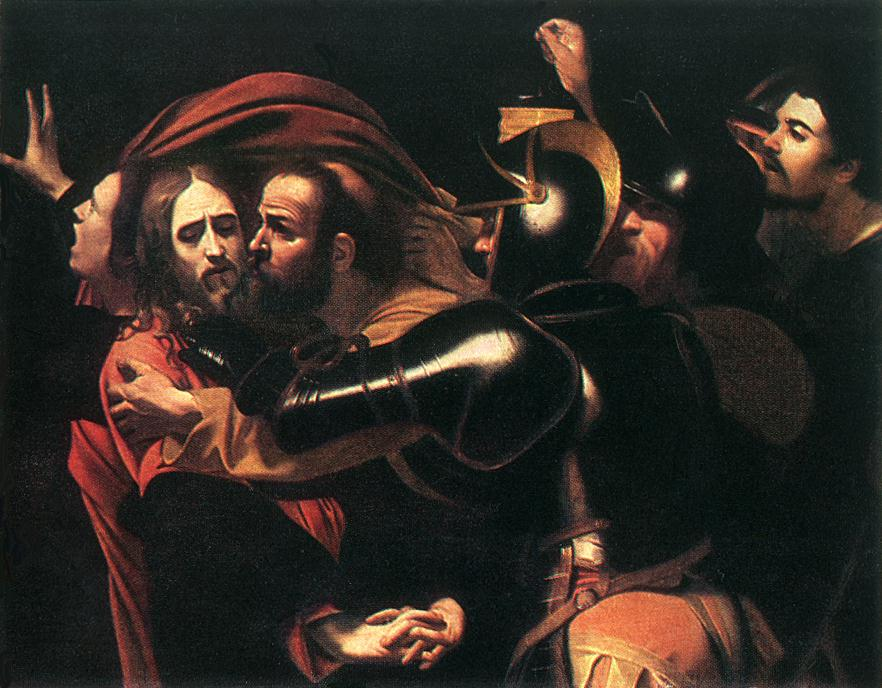
El prendimiento de Cristo (1602). Galería Nacional de Irlanda, Dublín.

Caravaggio «colocó la oscuridad (sombras) en el claroscuro». El claroscuro llegó a escena mucho antes del arribo de Caravaggio a la pintura, pero fue este quien le dio la técnica definitiva, oscureciendo las sombras y transformando el objeto en un eje de la luz, cada vez más penetrante. Con este tipo de pintura, los artistas comenzaron a plasmar el físico y la psicología de los personajes de una forma cada vez más real y aguda. Esto le ocasionó varios problemas por su forma de interpretar algunos trabajos religiosos que eran requeridos en encargos. Caracterizado por su rapidez para ejecutar obras marcando las líneas básicas directamente sobre el lienzo con el extremo del mango del pincel, Caravaggio pronto se convirtió en un anatema para los ortodoxos, pues se negaba a idealizar las figuras y tampoco hacía bocetos ni dibujos preparatorios. Pero los modelos son parte esencial de su trabajo, Caravaggio emplea a dos que a la postre serán pintores, pero siempre a la sombra de su maestro. Ellos fueron Mario Minniti y Francesco Boneri. Al primero le usó para sus figuras de carácter secular, el segundo fue su inspiración para realizar obras religiosas, como David con la cabeza de Goliat y varias representaciones de ángeles. Las figuras femeninas aparecen en menor medida, pero con una presencia sorprendente. Ejemplos son Fillide Melandron, Anna Bianchini y Maddalena Antognetti («Lena» y testigo en el famoso «caso alcachofa»), quien muchas veces es nombrada como concubina del pintor. Otras modelos son algunas prostitutas, quienes posaban para figuras de vírgenes o santas, algo muy criticado en Caravaggio. Caravaggio se autorretrató de una manera sutil y poco perceptible en varias de sus obras. Uno de los más evidentes casos es El entierro de Santa Lucía, donde aparece en el extremo derecho. Destaca en este período El prendimiento de Cristo, donde la aplicación del claroscuro va más allá de las caras y las armaduras, a pesar de la evidente falta de luz. El personaje de la extrema derecha es, evidentemente, un autorretrato.

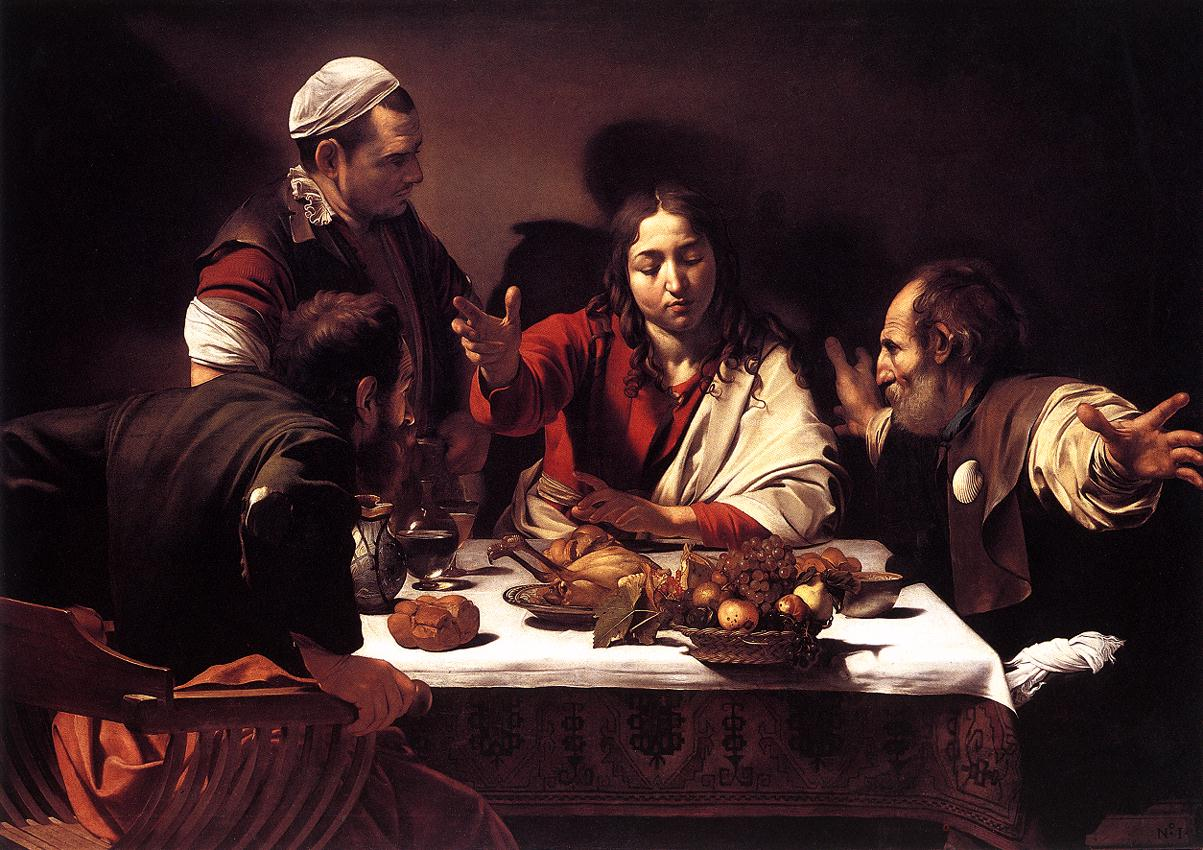
Los discípulos de Emaús (1601). Óleo sobre tela,. National Gallery de Londres.

Caravaggio tuvo una notable habilidad para expresar en determinadas escenas de insuperable viveza la llegada de un momento crucial. En Los discípulos de Emaús, expresa el momento en que Cristo, haciéndose pasar por un viajero, se reúne con sus discípulos para compartir su alegría. El cuadro se centra en los ojos de Jesús, puesto que no perciben sus seguidores la verdad. Al final, se descubre que Él es el Salvador resucitado, con lo que Caravaggio logró su más grande acierto en materia de pintura sacra. La vocación de San Mateo, plasma el momento en que Cristo llama a Leví, cobrador de impuestos, quien hace un gesto similar a «¿quién, yo?». Pero a la vez, sus ojos señalan a Jesús diciendo: «Sí, te seguiré». Con La resurrección de Lázaro, el cuerpo del muerto está aún putrefacto, pero al sentir la mano del Mesías, la vida vuelve a su ser.

### Los «caravaggistas»

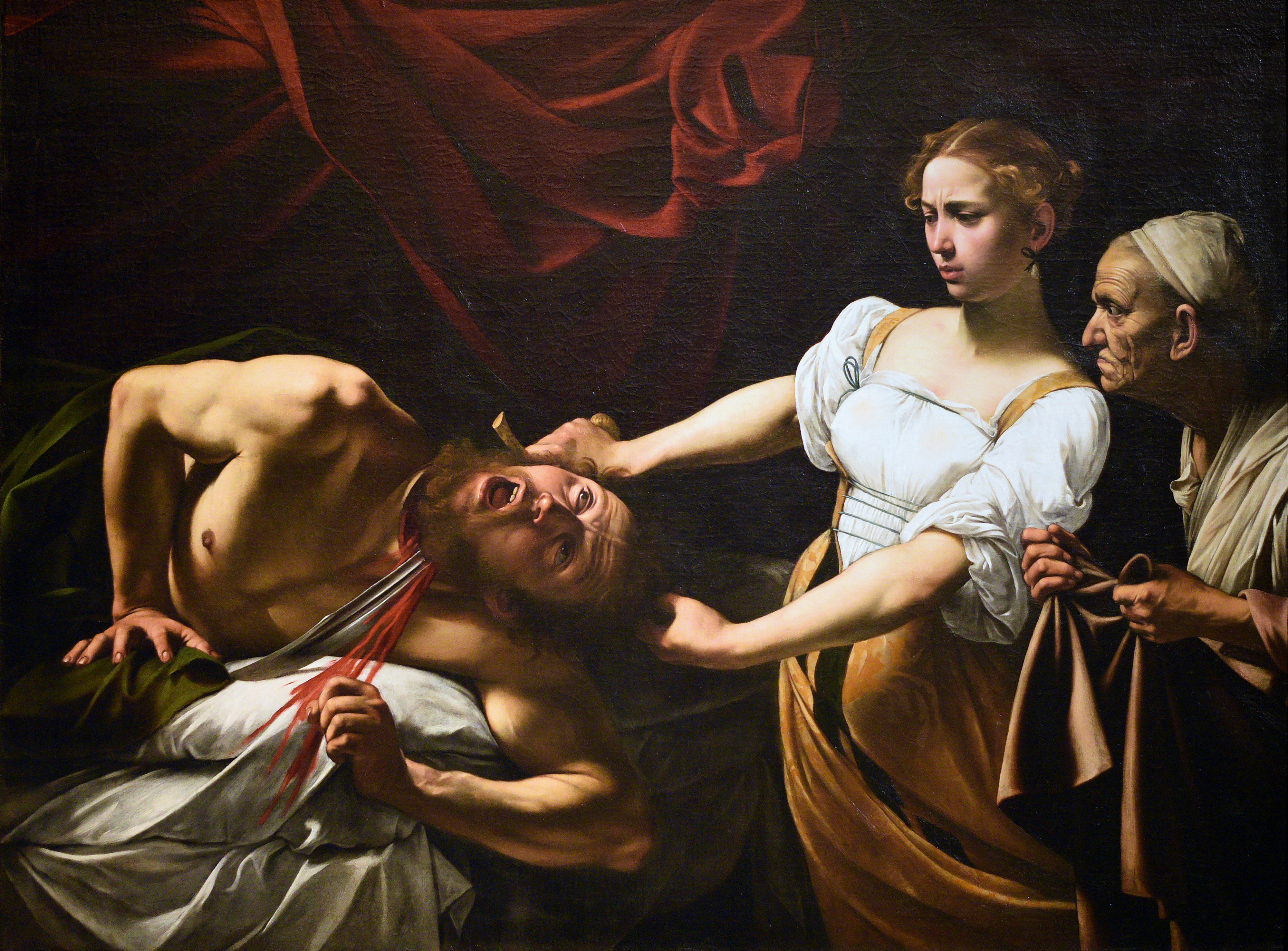
Judit y Holofernes 1598-1599. Galería Nacional de Arte Antiguo, Roma.

La instalación del conjunto de pinturas referidas a San Mateo en la Capilla Contarelli tuvo un inmediato impacto entre los jóvenes artistas romanos, y el caravaggismo se convirtió en la moda para los incipientes artistas. Entre los primeros «caravaggistas» se encontraban Giovanni Baglione (aunque su etapa «caravaggista» duró poco) y Orazio Gentileschi. A pesar de la barrera generacional, Gentileschi fue quien mejor se adaptó al estilo de su maestro y logró hacer una carrera artística propia, que le llevó a la corte de Carlos I de Inglaterra. Su hija Artemisia Gentileschi estuvo cerca de Caravaggio y logró crear su propio estilo, con mucha influencia de este. Otros pintores como Annibale Carracci, adaptaron el caravaggismo, que mezclaba elementos del Alto Renacimiento y del realismo lombardo. Este estilo terminó triunfando.La estancia de Caravaggio en Nápoles produjo una escuela notable para el caravaggismo napolitano, que incluyó a Battistello Caracciolo y Carlo Sellitto. El caravaggismo tuvo su final durante la terrible plaga de 1656, pero las conexiones con España —al ser Nápoles posesiones española, durante Felipe IV— fue básica para el nacimiento del caravaggismo español. Un grupo de artistas católicos de Utrecht, conocido como «Los caravaggistas de Utrecht», viajaron a Roma a principios del siglo XVII, y fueron profundamente influenciados por la obra de Caravaggio, como describe Bellori. Al regreso a su ciudad, esta tendencia no duró mucho, pero durante la década de 1620 renació en la persona de pintores como Hendrick ter Brugghen, Gerrit van Honthorst, Andries Both y Dirck van Baburen. En la siguiente generación, el caravaggismo influyó en varios pintores, como Peter Paul Rubens (quien realizó una copia de El entierro de Cristo), Rembrandt Harmenszoon van Rijn y Diego Velázquez, quien durante su estancia en Italia tuvo la oportunidad de conocer y estudiar sobre el arte de Caravaggio.

### Muerte y renacimiento de su reputación

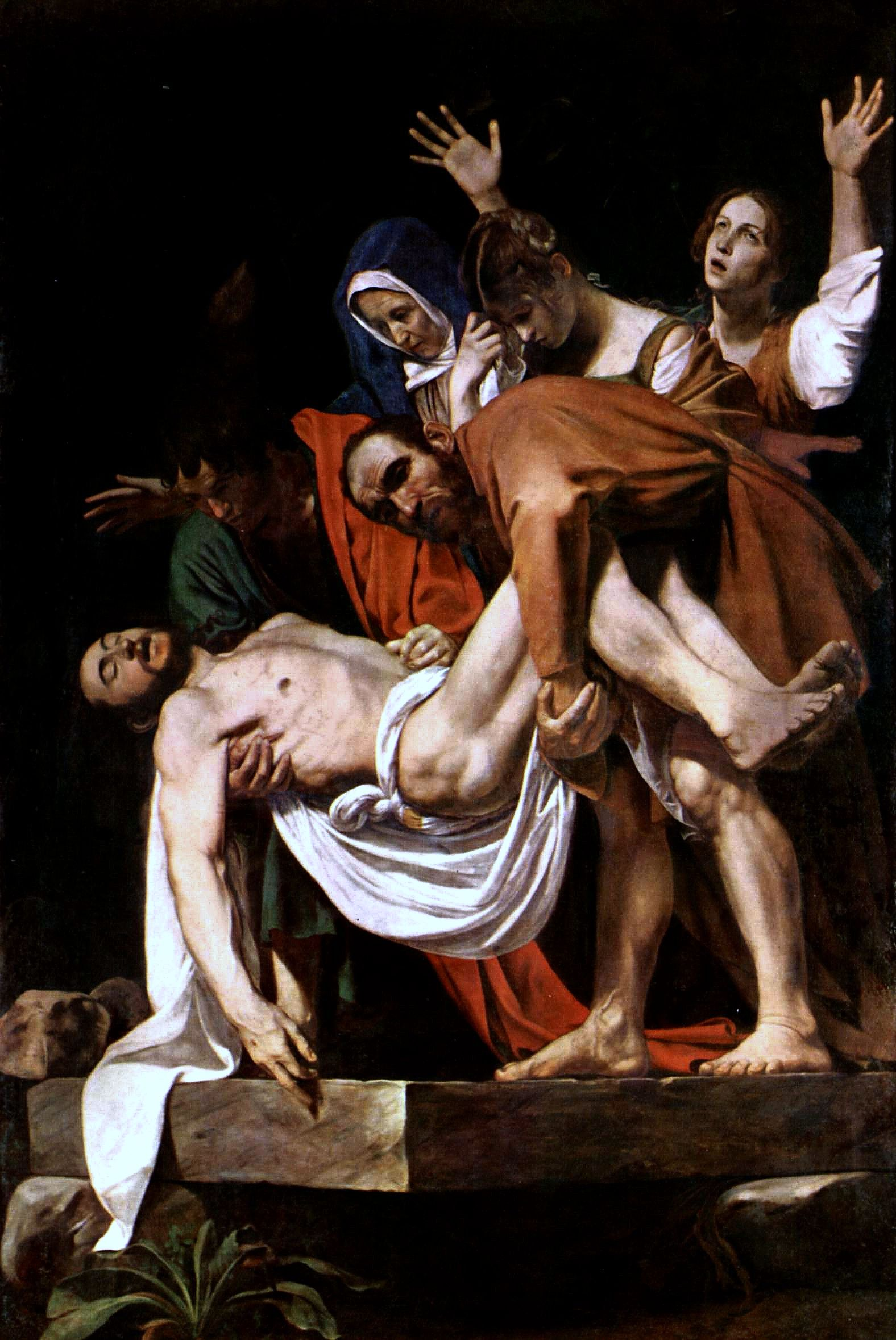
El entierro de Cristo (1602-1603). Museos Vaticanos.

La fama de Caravaggio apenas sobrevivió a su muerte. Pero su influencia en el claroscuro y en la interpretación del realismo psicológico perduró a través de los tiempos. Ejerció una influencia muy directa sobre su compañero Orazio Gentileschi, y la hija de este, Artemisia Gentileschi. Décadas más tarde, su obra inspiró a los franceses Georges de La Tour y Simon Vouet, y al español José de Ribera. Sus obras, con el tiempo, fueron atribuidas a otros pintores más conocidos o simplemente se pasaron por alto. El Barroco, a cuyo desarrollo tanto había contribuido Caravaggio, le fue dejando en el olvido poco a poco. Otra de las razones de este olvido fue el hecho de que Caravaggio no crease su propio taller (como sí hizo su rival, Carracci) para difundir su estilo. Tampoco escribió nunca sobre su particular visión del arte, el realismo psicológico, que solo puede conocerse de las pinturas suyas que se han conservado. Todo esto le hizo proclive a ser denostado por sus primeros biógrafos, como Giovanni Baglione, un pintor rival que albergaba resentimiento hacia él, y el influyente crítico del siglo XVII Giovanni Bellori, que nunca conoció a Caravaggio, pero que escribía bajo la influencia del francés Nicolas Poussin, quien detestaba su obra, aunque tampoco llegó a conocer a Caravaggio. Es también representativa la crítica del italiano instalado en España Vincenzo Carducci (Vicente Carducho), quien consideraba a Caravaggio el «anticristo» de la pintura, con "monstruosas" aptitudes para el engaño. En la década de 1920 el crítico de arte Roberto Longhi llevó el nombre de Caravaggio a las altas esferas del arte europeo y le colocó en el centro de la atención pública con esta frase: «Ribera, Vermeer, La Tour y Rembrandt nunca podrían haber existido sin él. Y el arte de Delacroix, Courbet y Manet habría sido totalmente diferente». El crítico de arte Bernard Berenson afirmó que sólo Miguel Ángel había ejercido tanta influencia en el arte italiano como Caravaggio.

### Influencia en la pintura moderna

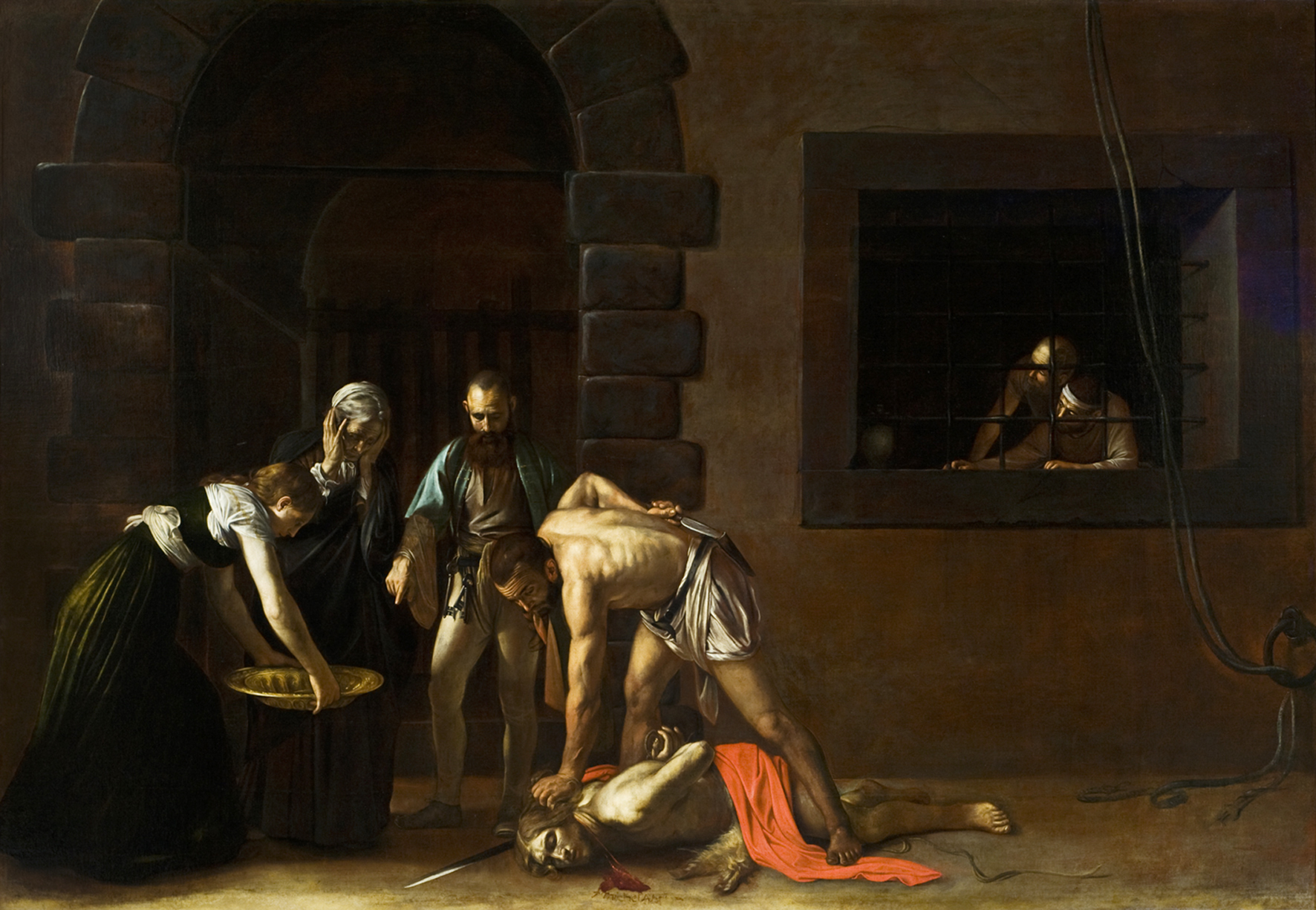
La decapitación de San Juan Bautista (1608). Oratorio de la concatedral de San Juan, La Valletta, Malta.

Muchos importantes museos albergan salas en las que pueden verse numerosos cuadros, obra de otros tantos artistas, en los que se puede apreciar el estilo característico de Caravaggio: ambientación nocturna, iluminación dramática, personas corrientes utilizadas como modelos, descripción honesta de la naturaleza. Además, en tiempos modernos, pintores como el noruego Odd Nerdrum y el húngaro Tibor Csernus emularon a Caravaggio en su afán de ver la naturaleza de otra manera. El artista estadounidense Doug Ohlson ha rendido homenaje a la influencia de Caravaggio en el arte con su propia obra. El director de cine Derek Jarman llevó la leyenda del artista al séptimo arte en la película Caravaggio, y el falsificador de arte neerlandés Han van Meegeren utilizó modelos caravaggistas para sus obras falsas.

### Obras existentes y perdidas
Solo alrededor de 80 pinturas de Caravaggio sobreviven. Una de ellas, La vocación de los santos Andrés y Pedro, ha sido identificada y restaurada en 2004. Se encontraba almacenada en Hampton Court (Royal Collection), considerada por error una copia. En el siglo XIX Richard Francis Burton afirmó que existía una pintura de Caravaggio en la Galería del duque de Florencia que representaba el Santo Rosario en la que estaban pintados en un círculo treinta hombres desnudos «turpiter ligati» ("indecorosamente enlazados"). La primera y rechazada versión de San Mateo y el ángel es otra de las obras perdidas de Caravaggio. Fue destruida durante el bombardeo de Dresde —ciudad a la que el cuadro había sido llevado en 1811 por Jerónimo Bonaparte—. De este cuadro existen, únicamente, varias fotografías en blanco y negro.

### Obras de Caravaggio en España
Actualmente existen cuatro pinturas de Caravaggio en colecciones públicas de España, catalogadas como autógrafas del artista: David vencedor de Goliat (Museo del Prado), Santa Catalina de Alejandría (Museo Thyssen-Bornemisza), Salomé con la cabeza de Juan el Bautista (Galería de las Colecciones Reales) y San Jerónimo en meditación (Museo de Montserrat). La obra San Juan Bautista de la Catedral de Toledo suscita dudas, a pesar de su altísima calidad, y algunos expertos la asignan a Bartolomeo Cavarozzi. 
En manos privadas hay una quinta obra: un Ecce Homo de reciente aparición. En marzo de 2021, una pintura con dicho tema (Jesucristo presentado al pueblo por Poncio Pilato), atribuida inicialmente al círculo de José de Ribera, se retiró de subasta en Madrid por sospechas de poder ser autógrafa de Caravaggio. Posteriormente salió a la luz que provenía de la familia del político español Evaristo Pérez de Castro (1769-1849), quien la había obtenido de la Academia de San Fernando en 1823 mediante trueque: entregó a cambio un San Juan Bautista atribuido a Alonso Cano. En aquella época el cuadro se creía efectivamente obra de Caravaggio, pero este pintor era poco estimado y menos que Cano. Previamente el óleo había pertenecido a las Colecciones Reales desde al menos el reinado de Carlos II. Ha sido estudiado por expertos en el maestro italiano y el consenso mayoritario es que se trata de un original seguro. Fue declarado Bien de Interés Cultural para evitar su exportación, y el Museo del Prado lo exhibe desde mayo de 2024, en condición de préstamo de nueve meses prorrogable, gracias a la generosidad de su nuevo propietario, cuya identidad no se ha revelado .
Antiguamente existieron en colecciones españolas al menos otras dos obras creídas del maestro, ahora en el extranjero: La crucifixión de San Andrés (Museo de Arte de Cleveland) y El sacrificio de Isaac, que perteneció a la Colección Barbara Piasecka Johnson hasta su venta en julio de 2014. Salió a subasta como obra más próxima a Cavarozzi que autógrafa de Caravaggio, pero a pesar de ello alcanzó los 4,6 millones de dólares.

## Caravaggio en el cine
- 1941. Caravaggio. Dirigida por Goffredo Alessandrini. Producida por Elica Film.
- 1986. Caravaggio. Dirigida por Derek Jarman, con Nigel Terry, Sean Bean, Dexter Fletcher, Spencer Leigh, Tilda Swinton, Michael Gough. Producida por Channel Four/BFI.
- 2007. Caravaggio. L'ombra del genio. Dirigida por Angelo Longoni. Producida por Ida di Benedetto y Stefania Bifano, para Titania Produzioni. Miniserie para televisión en dos partes.
- 2018. Caravaggio - L'Anima e il sangue ("El alma y la sangre"). Dirigido por Jesus Garces Lambert. Documental italiano.
- 2022. L'ombra di Caravaggio. Dirigida por Michele Placido. Coproducción ítalo-francesa.